# Fallussymbool

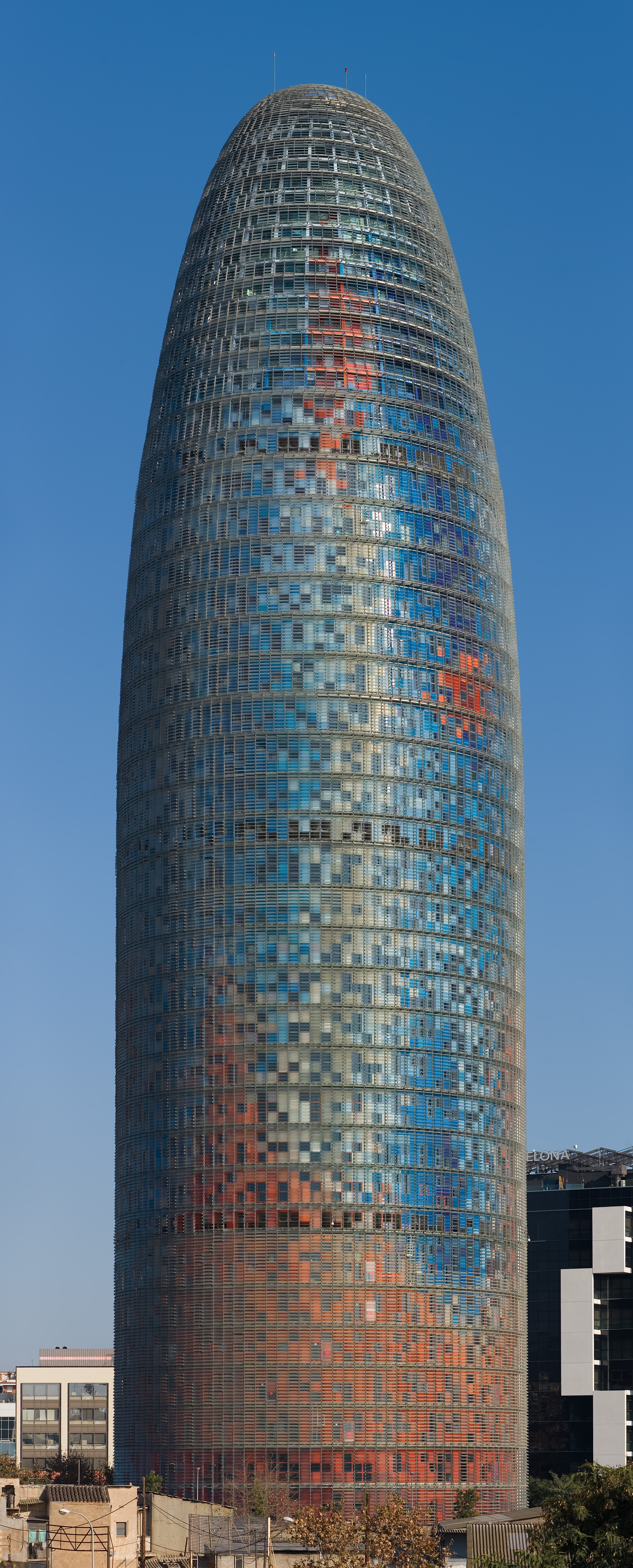
Torre Glòries in Barcelona: fallussymbool?

Een fallussymbool is een object in de vorm van een menselijke penis in erectie, dat symbool staat voor mannelijke kracht (viriliteit), vruchtbaarheid, of sommige culturele associaties met fallus. Zo had het in de Romeinse tijd mogelijk ook een apotropaische functie.
Het woord fallus is afgeleid van het Latijnse phallus en Oudgriekse φαλλός, dat teruggaat op de Proto-Indo-Europese stam *bhel- "opblazen, zwellen". De stam is vergelijkbaar met het Oudnoordse (en huidige IJslandse) boli = "stier", Oudengelse bulluc = "os, gecastreerde stier", Griekse φαλλή = "walvis".

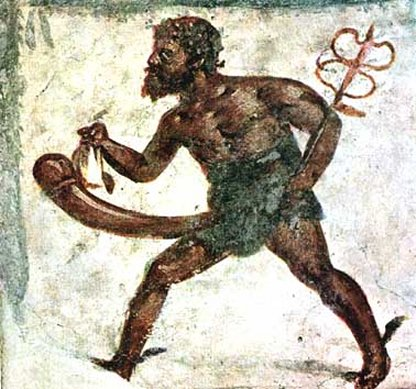
Pompeïaanse muurschildering van Priapus (1e eeuw)
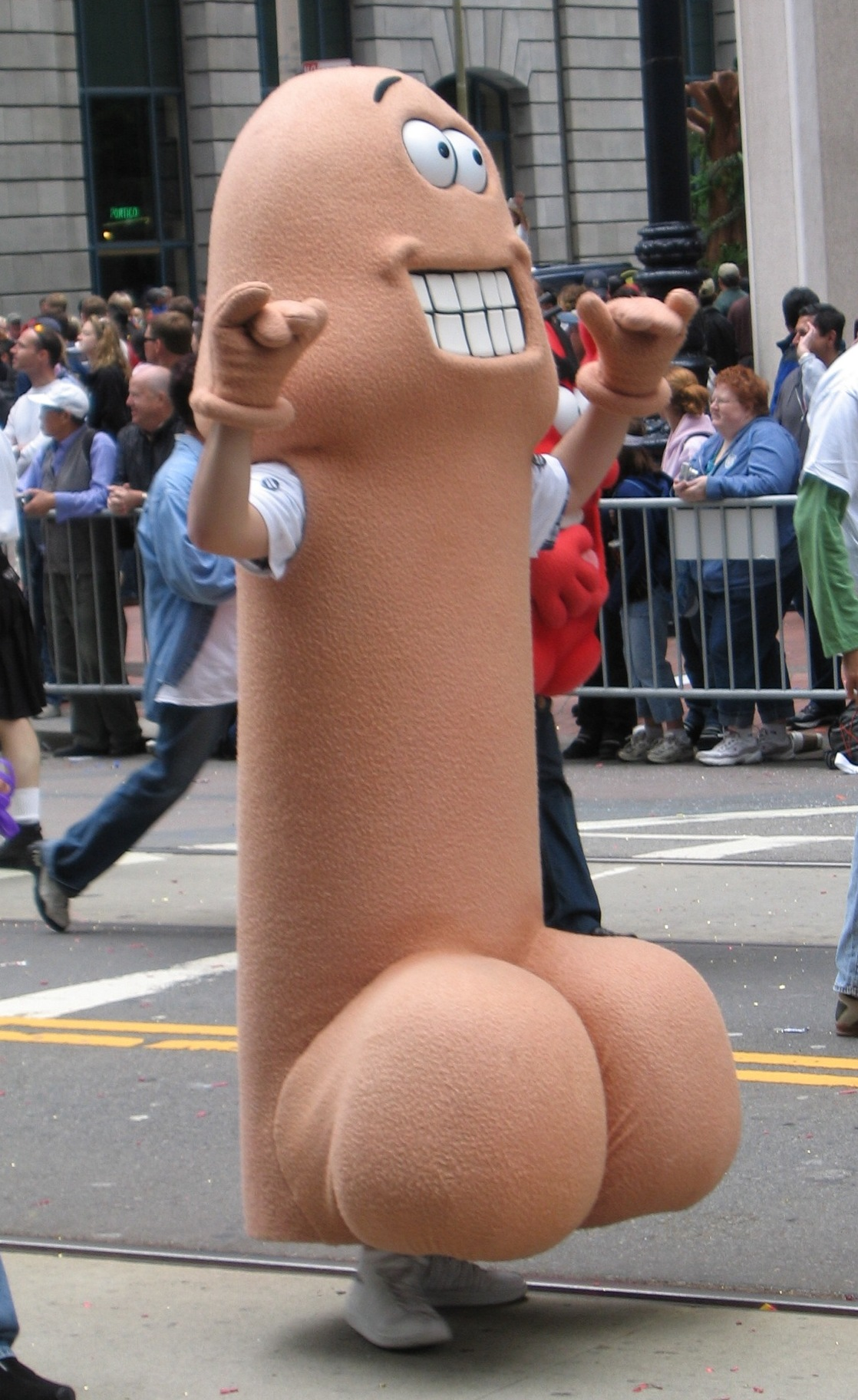
Wandelende penis tijdens de Gay pride parade van 2005 in de Amerikaanse stad San Francisco
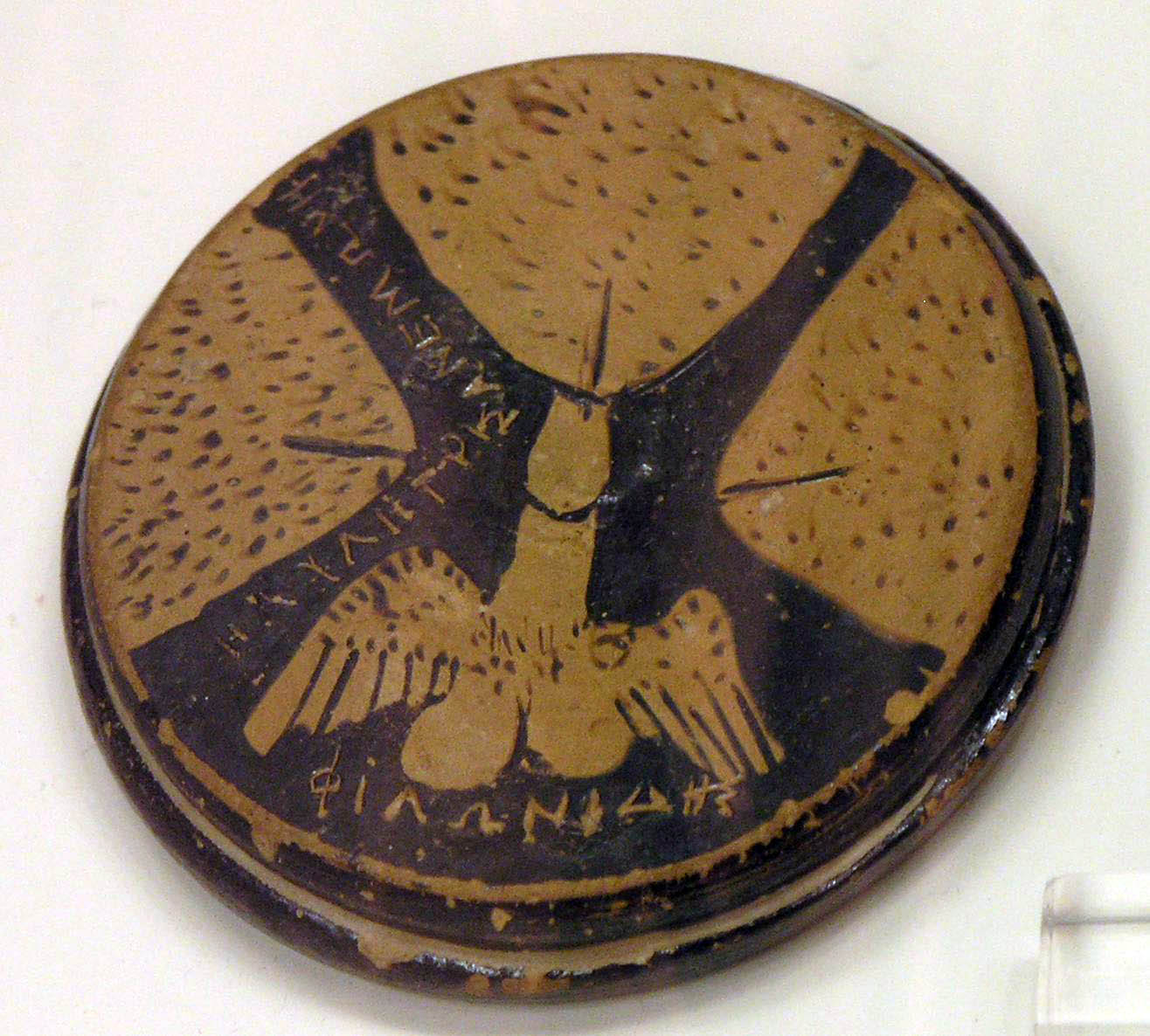
Gevleugelde fallus op zoek naar de ware, ca. 460-425 v.Chr., Nationaal Archeologisch Museum van Athene
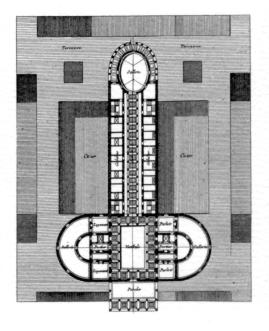
Grondplan van een bordeel, ontworpen door Claude Nicolas Ledoux
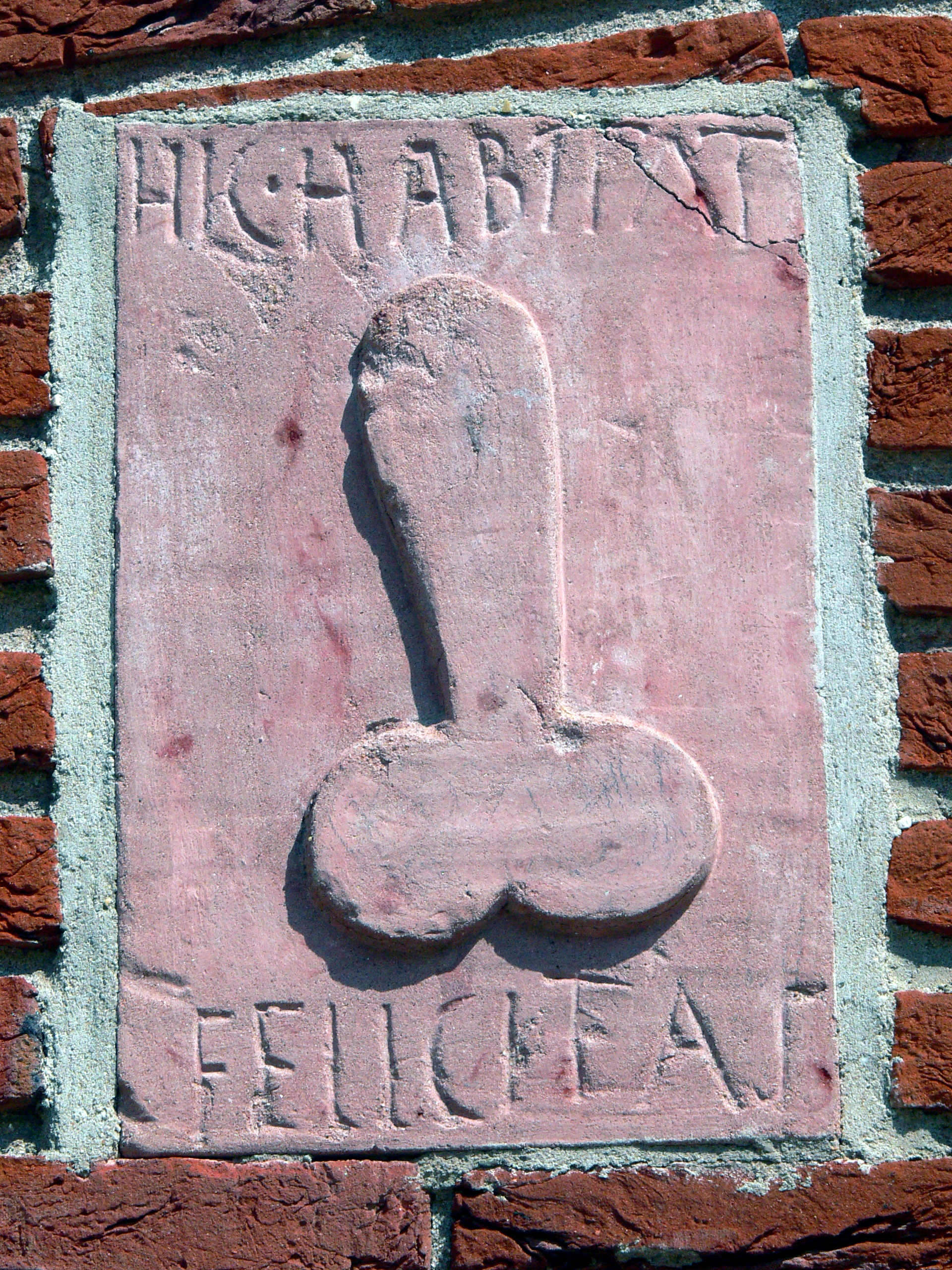
Latijnse inscriptie "Hic habitat felicitas", een amulet tegen ongeluk, Museumpark Orientalis, het origineel is gevonden in Pompeï en te zien in Museo Archeologico Nazionale (Napels)